# Morie Ogiwara
Morie Ogiwara (jap. 荻原守衛 Ogiwara Morie; ur. 1 grudnia 1879 w Azumino, zm. 22 kwietnia 1910 w Tokio) – japoński rzeźbiarz. Pod koniec życia zmienił imię na Rokuzan (jap. 荻原碌山 Ogiwara Rokuzan).
W 1899 r. wyjechał do Tokio, aby uczyć się malarstwa, następnie w 1901 r. do USA, na studia w nowojorskiej Art Students League i w 1903 r. do Francji, do Académie Julian. Tam też, w 1904 r., pod wpływem twórczości Auguste'a Rodina zdecydował się tworzyć jako rzeźbiarz.
W 1906 r. powrócił do Nowego Jorku, gdzie spotkał Kotarō Takamurę, a następnie ponownie do Paryża. Tam uczył się, tym razem rzeźby, w Académie Julian, poznał też Rodina. W 1907 r. odbył podróż do Londynu. Zwiedził British Museum, gdzie duży wpływ wywarły na niego rzeźby egipskie.
W 1910 r. ukończył swoje dzieło, Onna (Kobieta). Rok wcześniej ukończył prace: "Bunkaku" i "Despair". Jego dzieła wystawiane są w muzeach tokijskich: Muzeum Narodowym i National Museum of Modern Art.
Zmarł w kwietniu 1910 r. na gruźlicę, w wieku 30 lat.